# Mutsk
Mutsk ou Mutsq (en arménien Մուցք ; anciennement Bardzravan puis jusqu'en 1946 Mazra) est une communauté rurale du marz de Syunik en Arménie. En 2011, elle compte 357 habitants.

## Géographie

### Situation
Mutsk est située à 26 km de Sisian et à 130 km de Kapan, la capitale régionale.

### Topographie
L'altitude moyenne de Mutsk est de 1 870 m.

### Territoire
La communauté couvre 4 638 hectares, dont :
- 4 493 ha de terrains agricoles ;
- 2 ha de terrains industriels ;
- 1 ha d'aires protégées ;
- 5 ha d'eau[4].

## Politique
Le maire (ou plus correctement le chef de la communauté) de Mutsk est depuis 2005 Drastamat Navasardyan.
| Début | Fin      | Nom                   | Parti          |
| ----- | -------- | --------------------- | -------------- |
| 2005  | 2008     | Drastamat Navasardyan | Sans étiquette |
| 2008  | 2012     | Drastamat Navasardyan | Sans étiquette |
| 2012  | En cours | Drastamat Navasardyan | Sans étiquette |

## Économie
L'économie de la communauté repose principalement sur l'agriculture.

## Démographie
| 2001 | 2008 | 2011 |
| ---- | ---- | ---- |
| 376  | 375  | 357  |